# 순스발시

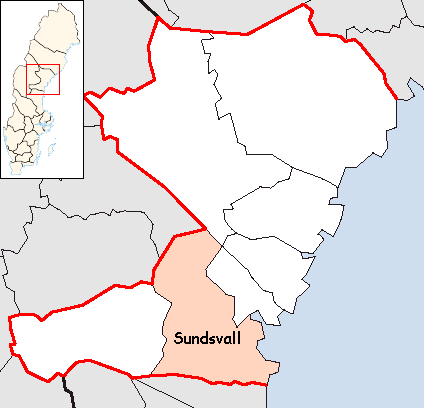
순스발 시의 위치

순스발시(스웨덴어: Sundsvalls kommun)는 스웨덴 베스테르노를란드주에 위치한 지방 자치체로 행정 중심지는 순스발이며 면적은 4,444.54km2, 인구는 98,325명(2016년 12월 31일 기준), 인구 밀도는 22명/km2이다.

시 문장